# Gears of War: Judgment
Gears of War: Judgment (укр. Механізм війни: Суд) — відеогра, шутер від третьої особи, розроблений компанією Epic Games і виданий Microsoft Studios у березні 2013 року, тільки для консолі «Xbox 360».

## Сюжет
Події розгортаються через шість тижнів після Дня Прориву та за 14 років до Світлового наступу. Пройшло трохи більше як місяць з моменту коли закінчилася Маятникова війна, що тривала 79 років, а Коаліція Об'єднаних Держав вступила в бій з новим, ще погано вивченим ворогом — Ордою Саранчі. Вся планета перетворилася на зону бойових дій, а уряд і військове командування виявилося не здатним скоординувати війська, та забезпечити безпеку цивільного населення.
У той далекий час Деймон Берд був лейтенантом, командувачем офіцером загону Кіло, але після останніх подій у місті Халво-Бей, він і його люди опинилися під трибуналом, який влаштував полковник Езра Луміс, суворий солдафон і командувач Оніксової Варти (елітного спецназу Коаліції), який прийняв командування місцевими силами оборони. Слухання проходить у зайнятій Вартою будівлі суду, де Луміс по черзі допитує Деймона Берда та його бійців: Софію Хендрік, кадета Оніксової Варти з Військової академії Халво-Бей; Гаррона Падука, колишнього гораснійського майора Спілки Незалежних Республік, який став «шестернею» Коаліції за Програмою відкритої зброї (рішення уряду Коаліції про набір добровольців до армії з військових ув'язнених); та Августа Коула, колишню зірку трешболу. Деколи допит переривається атаками Сарани, але Луміс непохитний у статутному порядку і має намір вислухати все до кінця.
| Агрегатор  | Оцінка |
| ---------- | ------ |
| Metacritic | 79/100 |

| Видання       | Оцінка  |
| ------------- | ------- |
| Game Informer | 8,50/10 |
| IGN           | 9,2/10  |